# Issjö

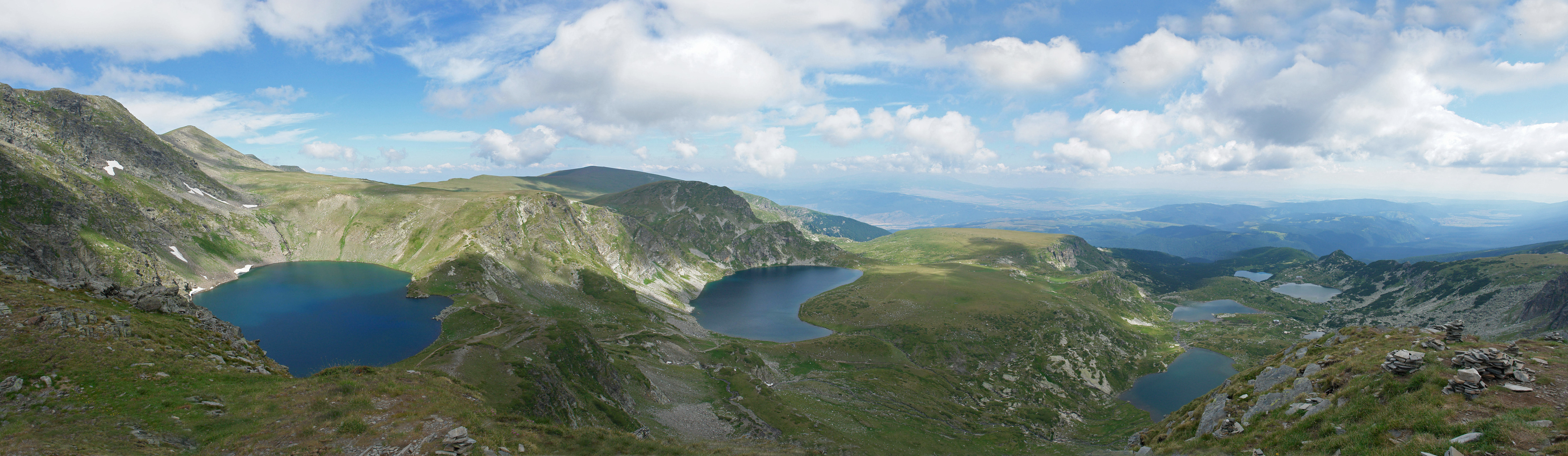
Glaciala sjöar i Rilabergen, Bulgarien. Dessa har bildats av glaciärer.

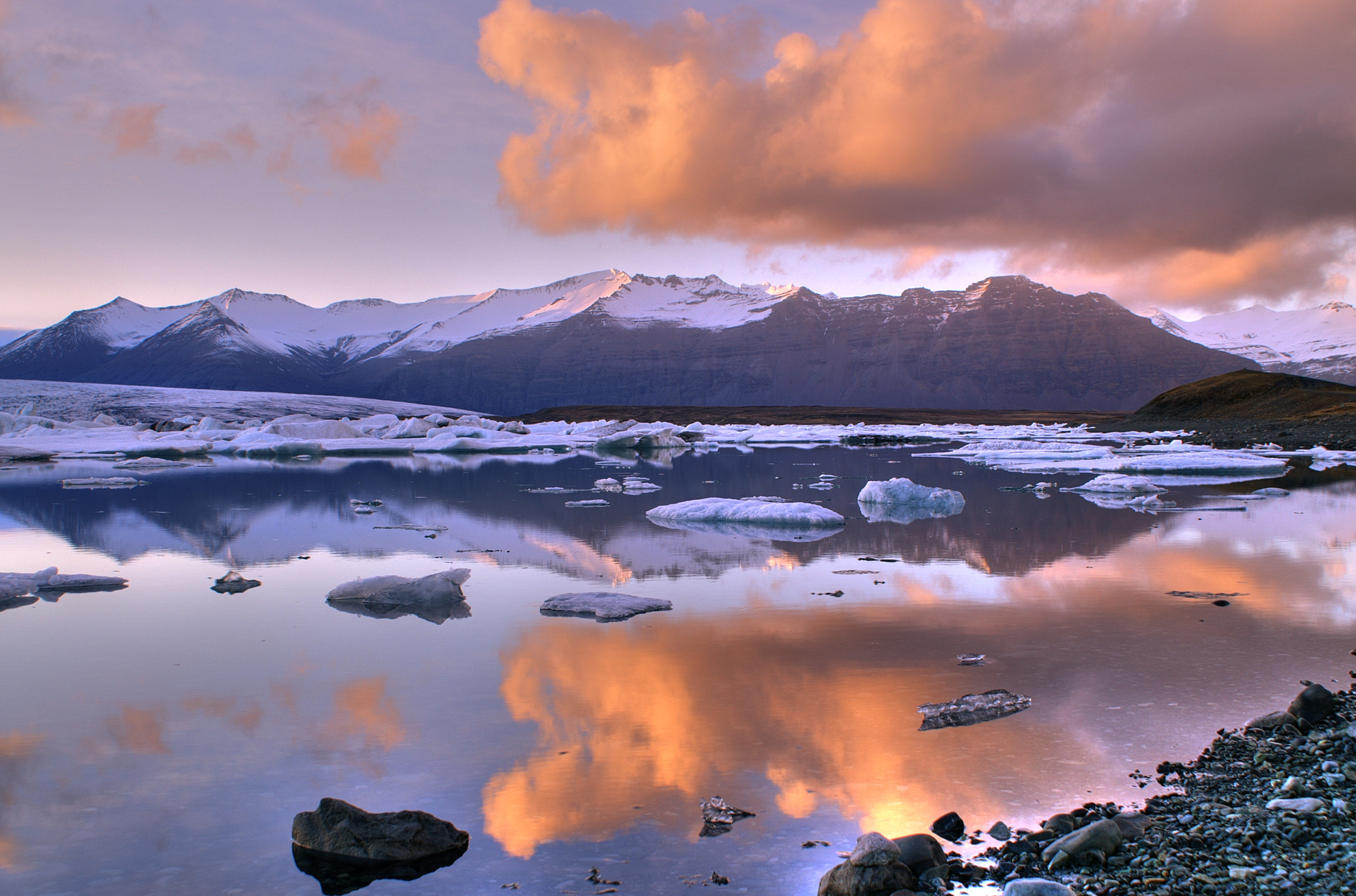
Jökulsárlón, en issjö på Island.

Issjö, glaciärsjö eller glacial sjö är en sjö som bildats av smältvattnet från en glaciär. De är ofta tillfälliga, tämligen små sjöbildningar, som uppstår genom dämning mellan glaciäris och sluttningar, i bassänger framför glaciären eller i smältande dödisområden. När inlandsisen smälte förekom mycket stora issjöar, exempelvis Baltiska issjön.